# Red Wing (Minnesota)
Red Wing – miasto w Stanach Zjednoczonych, w stanie Minnesota, siedziba administracyjna hrabstwa Goodhue, nad rzeką Missisipi.